# Carl Steinhofer
Carl Steinhofer (* 27. Juni 1872 in Wien; † 7. Februar 1933 in Graz) war ein österreichischer Architekt.

## Leben
Carl Steinhofer besuchte die Höhere Staatsgewerbeschule, die er 1891 abschloss. Nach einigen Praktikumsjahren war er ab etwa 1895 als selbständiger Architekt tätig. 1900 erwarb er die Konzession zum Stadtbaumeister. Als Architekt errichtete er bis zum Ersten Weltkrieg zahlreiche Wohnhäuser, aber auch Kirchengebäude. Danach war er nur mehr als ausführender Baumeister tätig, ehe er infolge einer schweren Erkrankung seinen Beruf ganz aufgeben musste. Steinhofer lebte in seinen letzten Jahren in Graz, unterbrochen durch längere Kuraufenthalte in Opatija an der Adria.

## Bedeutung
Steinhofer ist ein typischer Vertreter des Späthistorismus, der bei seinen Profanbauten Formen der Neorenaissance bevorzugte. In der Nachfolge Friedrich von Schmidts schuf er mehrere Kirchenbauten im Backsteinstil.

## Werke

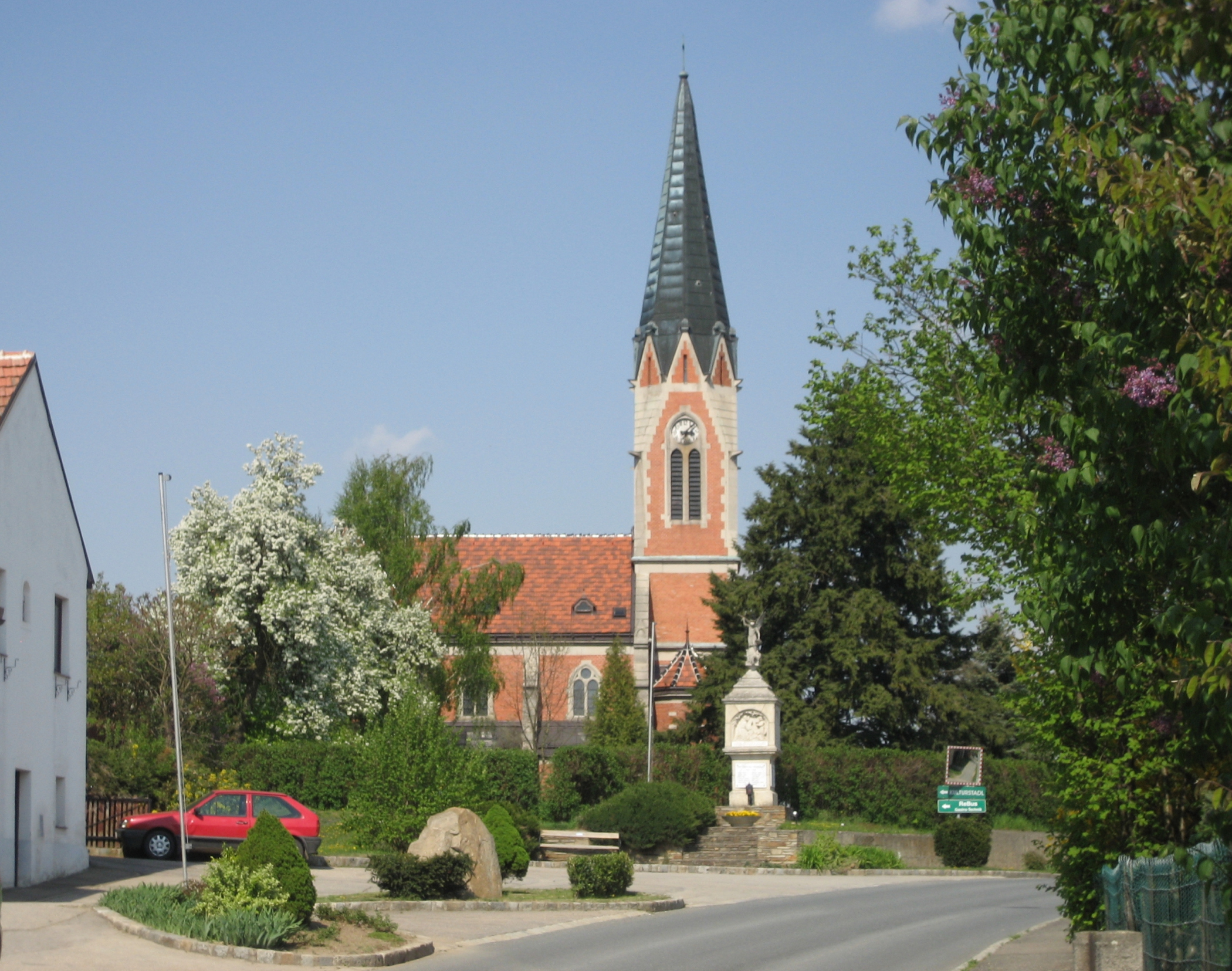
Pfarrkirche in Stockern (1907–1908)

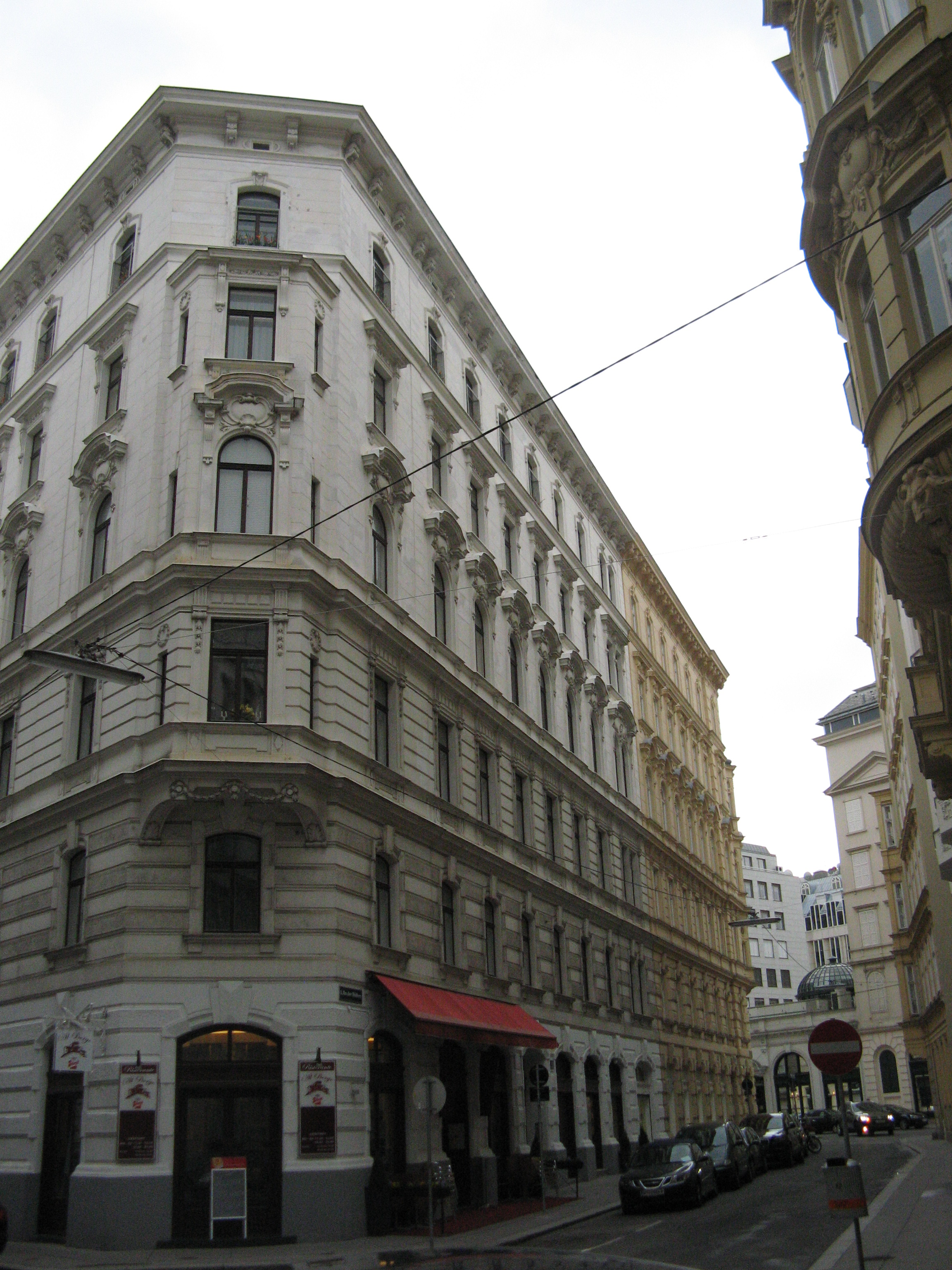
Wohnhaus, An der Hülben 1 (1909)

- Clubhaus der Wiener Cyclisten, Rötzergasse 16, Wien 17 (1893–1895)
- Villa Mlaker, Kapfenberg (1898)
- Miethaus, Hamburger Straße 6, Wien 5 (1899)
- Miethaus, Paffrathgasse 6, Wien 2 (1899)
- Kaiser-Franz-Joseph-Jubiläumskirche, Kamitz bei Bielitz-Biala, Österreichisch-Schlesien (1899)
- Friedhofskapelle, Kamitz bei Bielitz-Biala, Österreichisch-Schlesien (1900)
- Evangelische Christuskirche, Trautenau, Böhmen (um 1900)
- Heilandskirche Mürzzuschlag, Roseggergasse 9, Mürzzuschlag (1900) unter Denkmalschutz
- Wohnhaus Ludwig Köllner, Große Sperlgasse 12, Wien 2 (1901)
- Miethaus, Böcklinstraße 48 (ehem. Valeriestraße), Wien 2 (1901)
- Miethaus, Hofmühlgasse 18, Wien 6 (1901)
- Wohn- und Geschäftshaus, Millöckergasse 6, Wien 6 (1902)
- Miethaus, Zollergasse 25, Wien 7 (1903)
- Wohn- und Geschäftshaus, Zollergasse 15, Wien 7 (1904)
- Miethaus, Große Sperlgasse 25, Wien 2 (1906)
- Miethaus, Haidgasse 4, Wien 2 (1906)
- Herz-Jesu Pfarrkirche, Stockern (1907–1908)
- Wohn- und Geschäftshaus, An der Hülben 1, Wien 1 (1909) unter Denkmalschutz
- Miethaus, Capistrangasse 2–4, Wien 6 (1910)
- Miethaus, Neubaugasse 31, Wien 7 (1910)
- Miethaus, Theobaldgasse 17, Wien 6 (1910)
- Katholische Kirche, Weinern (1911) unter Denkmalschutz
- Miethaus, Graben 16, Wien 1 (1912) (gemeinsam mit Pietro Palumbo)
- Miethaus, Nelkengasse 4, Wien 6 (1912)
- Miethaus, Habsburgergasse 3, Wien 1 (1912)
- Neue Pfarrkirche Stockern